# Ludwig Münz (Pallottiner)
Ludwig Münz SAC (* 1921; † 1987) war ein deutscher Priester und zwischen 1977 und 1983 Generalrektor der Pallottiner.

## Leben
Am Anfang seines priesterlichen Wirkens war Münz in Australien tätig. 1962 löte er Pater Andrea Stock als Provinzial, der zwei Perioden als Provinzial gewirkt hat, der deutschen Provinz der Pallottiner ab. Als Räte wurden die Patres Wilhelm Bange, Heinrich M. Köster, Andreas Stock und Wilhelm Kühner in die neue Provinzleitung berufen. In die Amtszeit von Münz fiel das Drängen der Schönstattbewegung (auch Apostolische Bewegung von Schönstatt) auf eine Trennung von den Pallottinern. Als Schönstattbewegung bezeichnet man eine internationale geistliche Erneuerungsbewegung in der katholischen Kirche. Ursprungsort und geistlicher Mittelpunkt ist Schönstatt, ein Ortsteil von Vallendar bei Koblenz. Der Gründer Josef Kentenich (1885–1968) hatte das Ziel, der Kirche und dem Glauben der Christen ein neues, modernes Gesicht zu geben. 1964 kam es zur rechtlichen Trennung der Schönstattbewegung von den Pallottinern. 1965 wurde das Institut der Schönstatt-Patres gegründet, in das mit Schönstatt verbundene Pallottinerpatres und Diözesanpriester wechselten und die bisher von den Pallottinern übernommene Funktion der geistlichen Leitung übernahmen. Münz blieb bis 1977 Provinzial und wurde dann zum Generalrektor der Pallottiner gewählt. Er blieb es bis 1983 und starb 1987 im Alter von 66 Jahren.